# Aspidoscelis maslini
Aspidoscelis maslini là một loài thằn lằn trong họ Teiidae. Loài này được Fritts mô tả khoa học đầu tiên năm 1969.